# Caribplectus magdalenae
Caribplectus magdalenae is een rondwormensoort uit de familie van de Leptolaimidae. De wetenschappelijke naam van de soort is voor het eerst geldig gepubliceerd in 1970 door Riemann.